# Vorderer Maurerkeeskopf
Vorderer Maurerkeeskopf är en bergstopp i Österrike.   Den ligger i distriktet Zell am See och förbundslandet Salzburg, i den centrala delen av landet, 300 km väster om huvudstaden Wien. Toppen på Vorderer Maurerkeeskopf är 2 926 meter över havet.
Terrängen runt Vorderer Maurerkeeskopf är bergig. Runt Vorderer Maurerkeeskopf är det ganska glesbefolkat, med 26 invånare per kvadratkilometer.. Närmaste större samhälle är Neukirchen am Großvenediger, 18,6 km norr om Vorderer Maurerkeeskopf. 
Trakten runt Vorderer Maurerkeeskopf består i huvudsak av gräsmarker.